# Jugoslaviens herrlandslag i handboll
Jugoslaviens herrlandslag i handboll representerade fram till 1992 SFR Jugoslavien i handboll på herrsidan. Laget var ett av Europas mest framgångsrika med flera framgångar i VM och EM.
1992 "ersattes" laget av FR Jugoslaviens landslag, som 2003 i sin tur ersattes av Serbien och Montenegros landslag.

## Meriter
| - 1954 i Sverige: Deltog ej - 1958 i Östtyskland: 8:a - 1961 i Västtyskland: 9:a - 1964 i Tjeckoslovakien: 6:a - 1967 i Sverige: 7:a - 1970 i Frankrike: Brons - 1974 i Östtyskland: Brons - 1978 i Danmark: 5:a - 1982 i Västtyskland: Silver - 1986 i Schweiz: Guld - 1990 i Tjeckoslovakien: 4:a | - 1972 i München: Guld - 1976 i Montréal: 5:a - 1980 i Moskva: 6:a - 1984 i Los Angeles: Guld - 1988 i Seoul: Brons |

## Spelare i urval
- Mirko Bašić
- Jovica Cvetković
- Mile Isaković
- Zdravko Miljak
- Josip "Cos" Milković
- Zlatko Portner
- Vlado Stenzel
- Predrag Timko
- Veselin Vujović
- Veselin Vuković